# 会津若松市立河東学園
会津若松市立河東学園（あいづわかまつしりつ かわひがしがくえん）は、福島県会津若松市にある義務教育学校である。

## 沿革
- 2021年（令和3年）
  - 4月1日 - 会津若松市立河東学園小学校・会津若松市立河東学園中学校と統合により設立。
  - 4月6日 - 開校式・第1回入学式・後期課程入学式（中学校入学式相当）を挙行。
- 2022年（令和4年）
  - 3月11日 - 第1回卒業証書授与式挙行。
  - 3月22日 - 第1～5学年の修了式挙行。
  - 3月23日 - 前期課程修了証書授与式（小学校卒業式相当）挙行。
  - 3月28日 - 最初の離任式挙行。

## 教育目標
心身ともにたくましく 情操豊かに未来を拓く 河東学園の児童生徒の育成

## 学校行事
| - 4月 入学式・始業式 - 5月 - 6月 | - 7月 終業式 - 8月 始業式 - 9月 | - 10月 - 11月 - 12月 終業式・始業式 | - 1月 - 2月 - 3月 卒業式・終業式 |

## 通学区域
- 会津若松市
  - 河東町(金田字藤倉新田を除く)[3]

## アクセス
- 会津バス若松高坂線「リオンドール河東店」バス停下車後、徒歩。
- JR東日本磐越西線広田駅より徒歩10分